# Timelaea confluens
Timelaea confluens är en fjärilsart som beskrevs av Nire 1917. Timelaea confluens ingår i släktet Timelaea och familjen praktfjärilar. Inga underarter finns listade i Catalogue of Life.